# Willi Busch (Schauspieler)
Wilhelm Karl Jakob „Willi“ Busch (* 23. April 1893 in Siegen; † 10. Mai 1951 in Köln) war ein deutscher Schauspieler.

## Leben
Sein Vater war der Geigenbauer Wilhelm Busch. Willi Busch machte in Jugendjahren eine Lehre als Buchhändler in Köln, wo er nebenbei die Schauspielschule in Köln besuchte. 1912 hatte er sein erstes Engagement am Deutschen Theater in Köln. 1914 wurde er an das Deutsche Künstlertheater in Berlin berufen. Während des Ersten Weltkrieges war er als Soldat Mitglied des Fronttheaters. 1919 bis 1947 hatte er ein Engagement am Stadttheater Bochum, außerdem leitete er ab 1939 die Schauspielschule Bochum. Von 1947 bis zu seinem Tod war er Mitglied der Bühnen der Stadt Köln.
Willi Busch war der Bruder des Dirigenten Fritz Busch, des Geigers und Komponisten Adolf Busch, des Cellisten Hermann Busch sowie des Pianisten Heinrich Busch. Auch seine beiden Schwestern waren künstlerisch aktiv: Elisabeth Busch war Schauspielerin und Magdalene Busch absolvierte bis zu ihrem frühen Tod eine Ausbildung als Ballett-Tänzerin.
Ab 1931 war Willi Busch mit Margarete Thelemann verheiratet. Er starb 1951 im Alter von 58 Jahren in einem Kölner Krankenhaus an einem Herzinfarkt.